# Аркадін-Школьник Олександр Аркадійович
Олександр Аркадійович Аркадін-Школьник (29 лютого 1952, м. Харків, Харківська область, УРСР — 19 грудня 2020, м. Харків, Україна) — театральний режисер, педагог, завідувач кафедри режисури драматичного театру ХНУМ імені І. П. Котляревського, Заслужений діяч мистецтв України, доцент.

## Життєпис
У 1976 року закінчив Київський державний інститут театрального мистецтва ім. І. Карпенка-Карого.
У 1976-1986 роках режисер-постановник у Харківському театрі ім. Тараса Шевченка.
Протягом 1986—1988 років проходив стажування як режисер у Московському Художньому театрі.
У 1988—1989 роках режисер-постановник у московському театрі «Сатирикон» під керівництвом Костянтин Райкіна. Наступні 20 років був режисером-постановником або запрошеним режисером у Донецькому державному музично-драматичному театрі (тепер — Донецький національний музично-драматичний театр).
Був завідувачем кафедри режисури драматичного театру у Харківському гаціональному університеті мистецтв ім. Івана Котляревського.
Помер в Харківській міській інфекційній лікарні через ускладнення, викликані COVID-19.

## Театрознавчі праці
- Аркадин-Школьник А. Живой оркестр на сцене // Проблеми взаємодії мистецтва, педагогіки та теорії і практики освіти: зб. наук. ст. Вип. 43. / Харк. нац. ун т мистецтв імені І. П. Котляревського ; ред. упоряд. Л. В. Русакова. — Харків : Вид-во ТОВ «С. А. М», 2015. — С. 178-188. ISBN 978-617-7302-18-5